# 완벽한 도미 요리
"완벽한 도미 요리"(A Perfect Red Snapper Dish)는 한국에서 제작된 나홍진 감독의 2005년 공포 영화이다. 배용근 등이 주연으로 출연하였고 구태진 등이 제작에 참여하였다.

## 출연

### 주연
- 배용근
- 이재수
- 이수영

## 기타
- 조명: 이성제
- 조감독: 박형철
- 녹음: 강민수
- 미술: 유지예
- 의상: 최의영